# Charles Edward Burton
Charles Edward Burton (1846-1882). Astrónomo británico.
Inició su carrera observacional trabajando, a los 22 años, como asistente nocturno de William Parsons (Lord Rosse) en su gran telescopio del observatorio de Birr Castle, Irlanda; se mantuvo en este puesto entre 1868 y 1869.
Más tarde (1876) aceptó el puesto como astrónomo asistente en el Dunsink Observatory, próximo a Dublín, en donde permaneció hasta el año 1878; se le ofreció el puesto de asistente en la London Meteorological Office, en 1880, que aceptó.
Interesado en la observación planetaria, especialmente de Marte, realizó extensos trabajos de Marte en el año 1871 desde Loughlinstown, Irlanda, que serían continuadas en las oposiciones de 1873, 1879 y 1881-1882: todos estos trabajos y observaciones serían publicados extensamente en las Transactions of the Royas Irish Academy (1878) y las Scientific Transactions of the Royan Dublin Society (1880 y 1882).
Publicó una carta de los accidentes marcianos con las observaciones realizadas en la oposición de 1879, demostró que los canales de Schiaparelli eran reales, ya que permanecían en las mismas posiciones geográficas a lo largo de los meses e incluso de oposición en oposición. Estudió la superficie lunar y realizó mediciones micrométricas de algunos de sus accidentes, especialmente el cratercillo Linné. Estudió un tránsito de Venus y efectuó sencillos trabajos sobre fotografía lunar.
Un cratercillo marciano, situado en la zona de Memnonia, lleva su nombre para honrar su trabajo y dedicación al estudio del planeta rojo.

## Artículos y trabajos
- Refractors and Reflectors Compared (1872), Astronomical Register, vol. 10, pp. 289-290.
- Jupiter's Fourth Satellite (1873), Astronomical Register, vol. 11, pp. 213-213.
- On certain phenomena presented by the shadows of the satellites of Jupiter while in transit (1874), Monthly Notices of the Royal Astronomical Society, Vol. 35, p. 65.
- Transit of Venus (1876), Astronomical Register, vol. 14, p. 66.
- The "Canals" of Mars (1880), Astronomical Register, vol. 18, p.116.
- Canals on Mars (1882), Astronomical Register, vol. 20, pp.142.

## Fuente
- Mars and it Satellites, Jürgen Blunck, Exposition Press (1977).
- Buscador NASA ADS (trabajos, artículos y publicaciones de Burton).

- Datos: Q5077057